# Bernard Kyere
Bernard Kyere Mensah (* 1. Juli 1995 in Accra) ist ein deutsch-ghanaischer Fußballspieler. 

## Werdegang
Kyere begann beim Blau-Weiß Wiehre Freiburg mit dem Fußballspielen, bevor er zum Offenburger FV wechselte. Von dort führte ihn sein Weg Anfang 2012 in die Nachwuchsabteilung des 1. FC Kaiserslautern. Ab der Saison 2014/15 wechselte er von der U-19 in den Regionalliga-Kader der Roten Teufel und spielte in den folgenden drei Jahren insgesamt 34 Ligaspiele für die zweite Mannschaft. Im Sommer 2017 wechselte er in die 3. Liga zum SC Fortuna Köln. Bereits am 1. Spieltag gab er beim 1:0-Sieg gegen den VfR Aalen sein Debüt, nachdem er in der 89. Minute eingewechselt wurde.
Nach dem Abstieg aus der 3. Liga mit Fortuna wechselte Kyere im Sommer 2019 zum Stadtrivalen und Drittligaaufsteiger FC Viktoria Köln. Zwei Jahre später ging er weiter zum SpVgg Unterhaching in die Regionalliga Bayern. Dort stand er bis zum Sommer 2023 unter Vertrag und wechselte dann zum luxemburgischen Erstligisten Victoria Rosport. Nach 18 Ligaspielen in der Saison 2023/24 wurde sein Vertrag dann um eine weitere Spielzeit verlängert.
Im Sommer 2025 wechselte er zum 1. FC Phönix Lübeck und unterschrieb dort einen Vertrag bis 2027.

## Erfolge
- Mittelrheinpokalsieger: 2021